# Mercedes MGP W02
MGP W02 foi o modelo de carro de corrida construído pela equipe da Mercedes para a disputa da temporada de 2011 da Fórmula 1, que foi pilotado por  Michael Schumacher e Nico Rosberg. O carro foi revelado na sessão de testes no Circuito de Valência, Espanha, no dia 1 de fevereiro de 2011. Antes do lançamento do carro, foi realizada uma modificação no airbox do carro, de forma a torná-lo mais parecido com seu antecessor MGP W01. A sessão de testes contou com a participação de Nico Rosberg e Michael Schumacher.

## Resultados[3]
(legenda) (em negrito indica pole position e itálico volta mais rápida)
| Ano  | Chassi  | Motor               | Pneus | N° | Pilotos            | 1   | 2   | 3   | 4   | 5   | 6   | 7   | 8   | 9   | 10  | 11  | 12  | 13  | 14  | 15  | 16  | 17  | 18  | 19  | Pontos | Posição |  |
| ---- | ------- | ------------------- | ----- | -- | ------------------ | --- | --- | --- | --- | --- | --- | --- | --- | --- | --- | --- | --- | --- | --- | --- | --- | --- | --- | --- | ------ | ------- |  |
|      |         |                     |       |    |                    |     |     |     |     |     |     |     |     |     |     |     |     |     |     |     |     |     |     |     |        |         |  |
|      |         |                     |       |    |                    | AUS | MAL | CHN | TUR | ESP | MON | CAN | EUR | GBR | GER | HUN | BEL | ITA | SIN | JPN | KOR | IND | UAE | BRA |        |         |  |
| 2011 | MGP W02 | Mercedes FO 108Y V8 | P     | 7  | Michael Schumacher | Ret | 9   | 8   | 12  | 6   | Ret | 4   | 17  | 9   | 8   | Ret | 5   | 5   | Ret | 6   | Ret | 5   | 7   | 15  | 165    | 4º      |  |
| 2011 | MGP W02 | Mercedes FO 108Y V8 | P     | 8  | Nico Rosberg       | Ret | 12  | 5   | 5   | 7   | 11  | 11  | 7   | 6   | 7   | 9   | 6   | Ret | 7   | 10  | 8   | 6   | 6   | 7   | 165    | 4º      |  |

† Completou mais de 90% da distância da corrida.